# 竹園正繼
竹園 正繼（たけぞの まさつぐ、1946年1月25日 - ）は、日本の実業家、馬主。
建築物の耐震補強材を開発・製造するテイエム技研株式会社の創業者。また、「テイエム」の冠名で競走馬を所有する馬主としても知られ、鹿児島県と北海道でテイエム牧場も経営するオーナーブリーダーである。名前は正継とも表記される。

## 略歴
1946年生まれ。鹿児島県肝属郡垂水町（現・垂水市）出身。
高校卒業後に東京へ移った後、1979年に自身が開発した建築補強材の特許を取得し、単身でテイエム技研株式会社を設立。翌年に「ウェブレン」を代表とする特許製品を売り出し、急速に売上げを伸ばした。これ以前から発明家として活動しており、水陸両用車を製作したときに「町の発明家」としてテレビ取材を受けた経験もある。豊田行二の小説『大いなる野望』は、その半生がモデルとなっている。1987年からは日本中央競馬会の馬主資格を取得、これまでの主な所有馬にJRA顕彰馬テイエムオペラオーなどがいる。

## 馬主活動とその傾向

竹園の勝負服

日本中央競馬会（JRA）に登録する馬主として知られる。勝負服の柄は桃、緑一本輪、袖黄縦縞で、社名でもある冠名「テイエム（TM）」は、自身の名前のイニシャル（Takezono Masatsugu）に由来する。
青年時代から熱心な競馬ファンであったが、20代半ばからは事業に打ち込むため、一時競馬からは離れていた。馬主資格取得を思い立ったきっかけは、垂水での幼馴染みであり、花屋に就職していたはずの岩元市三が、1982年の東京優駿（日本ダービー）でバンブーアトラスに騎乗して優勝し、勝利騎手としてテレビに映っているところを偶然目の当たりにしたことであった。このとき竹園は非常に驚くとともに「自分は馬主になって岩元と再会しよう」と決意し、5年後の1987年に資格を得た。

### 相馬眼
当初は他人の勧めるままに馬を購入していたが、全く活躍しなかった。この状況を受けて考えを改め、自分の判断で所有馬を決める方針に転換し、岩元の師匠である布施正の牧場回りに随行しながら、布施に師事する形で相馬（馬の良し悪しを見極めること）の要点を学んでいった。竹園自身は1990年代半ばを過ぎた頃から馬を見る目に自信が付いてきたと語り、1997年にはテイエムメガトンがダービーグランプリに優勝し、GI競走を初制覇。1999年にはテイエムオペラオーが皐月賞に優勝し、クラシック競走を初制覇した。テイエムオペラオーは翌2000年にはG15勝を含む年間8戦全勝という成績を残し、同年の年度代表馬に選出された。最終的に7つのGI競走に勝利してJRA顕彰馬となった。以後も専ら中小牧場の生産馬から、GI競走3勝のテイエムオーシャン、2005年の最優秀2歳牝馬・テイエムプリキュアなどを見出しており、馬に関する著書も出版（自費出版）している。

### 騎手起用
騎手起用については成績上位に拘らず、管理調教師の意向に従っているため、騎乗機会の少ない新人・若手や、中堅のベテランといった騎手で重賞を勝つ例がしばしば見られる。ただし全く意見しないわけではなく、過去にはテイエムオペラオーが菊花賞で敗れた際には和田竜二の騎乗ミスに激怒し、管理していた岩元にベテランジョッキーに交代するよう要請したことがあった。この時は互いに話し合いの場を設け、岩元が弟子である和田を育てたいという思いから、竹園に懇願する形で説得した結果、竹園は要求を取り下げ、同馬には最後まで和田が騎乗した。
その一方で騎手や馬に対しては深い配慮を持ち合わせており、2001年の京都大賞典で、ステイゴールドが斜行してテイエムオペラオーの進路を妨害した際にナリタトップロードの脚に接触したはずみでその鞍上の渡辺薫彦が落馬するトラブルがあったときには、同レースでステイゴールドに騎乗していた後藤浩輝を厳しく叱責したこともある。

### 生産者としての活動
九州から大レースに勝利する馬を輩出することを大きな目標に、1999年に故郷・垂水市にテイエム牧場を創設している。北海道新冠郡新冠町に生産用支場、同沙流郡日高町に育成用支場がある。中央競馬において、生産頭数の少ない九州産馬は限定戦が組まれるなど主流の存在ではないが、テイエムチュラサンがアイビスサマーダッシュ、テイエムトッパズレが複数の障害重賞を制するなど、目立った成績を挙げている。また、生産馬の3分の1程度の父親はテイエムオペラオーやテイエムサンデーといった自身の所有馬であり、種牡馬としての成功機会を増やすことに努めている。2005年7月16日の小倉5R新馬戦（九州産馬限定）では、テイエムオペラオー産駒の3頭が1～3着を独占する記録を作った。

## 主な所有馬

### GI競走優勝馬
- テイエムメガトン（1997年ダービーグランプリ、グランシャリオカップ、1998年川崎記念2着）
- テイエムオペラオー（1999年皐月賞、毎日杯、菊花賞2着、東京優駿3着、有馬記念3着、2000年天皇賞・春、宝塚記念、天皇賞・秋、ジャパンカップ、有馬記念、京都記念、阪神大賞典、京都大賞典、2001年天皇賞・春、京都大賞典、宝塚記念2着、天皇賞・秋2着、ジャパンカップ2着）
- テイエムオーシャン（2000年阪神3歳牝馬ステークス、2001年桜花賞、秋華賞、チューリップ賞、優駿牝馬3着、2002年札幌記念）
- テイエムプリキュア（2005年阪神ジュベナイルフィリーズ、2009年日経新春杯、エリザベス女王杯2着）
- テイエムドラゴン（2005年中山大障害、京都ハイジャンプ、2006年阪神スプリングジャンプ、中山グランドジャンプ2着、2007年京都ハイジャンプ）

### グレード制重賞競走優勝馬
- テイエムリズム（1990年小倉3歳ステークス）
- テイエムハリケーン（1992年札幌3歳ステークス）
- テイエムジャンボ（1996年京都金杯、京都記念）
- テイエムトップダン（1997年毎日杯）
- テイエムオオアラシ（1997年カブトヤマ記念、福島記念、1998年小倉記念）
- テイエムトッキュー（1999年カブトヤマ記念）
- テイエムサウスポー（2000年京王杯3歳ステークス）
- テイエムダイオー（2000年阪神ジャンプステークス、京都ハイジャンプ）
- テイエムサンデー（2003年シルクロードステークス）
- テイエムチュラサン（2005年アイビスサマーダッシュ）
- テイエムエース（2008年東京ハイジャンプ）
- テイエムトッパズレ（2008年京都ジャンプステークス、2009年京都ハイジャンプ、東京ハイジャンプ）
- テイエムアンコール（2010年産経大阪杯）
- テイエムオーロラ（2010年府中牝馬ステークス）
- テイエムハリアー（2011年京都ジャンプステークス、2012年阪神ジャンプステークス、2013年京都ハイジャンプ）
- テイエムイナズマ（2012年デイリー杯2歳ステークス）
- テイエムジンソク (2017年みやこステークス、2018年東海ステークス)
- テイエムサウスダン（2019年兵庫ジュニアグランプリ、2021年黒船賞、テレ玉杯オーバルスプリント、兵庫ゴールドトロフィー、2022年根岸ステークス）
- テイエムスパーダ（2022年CBC賞、2023年セントウルステークス）[7]
- テイエムトッキュウ（2023年カペラステークス）[8]

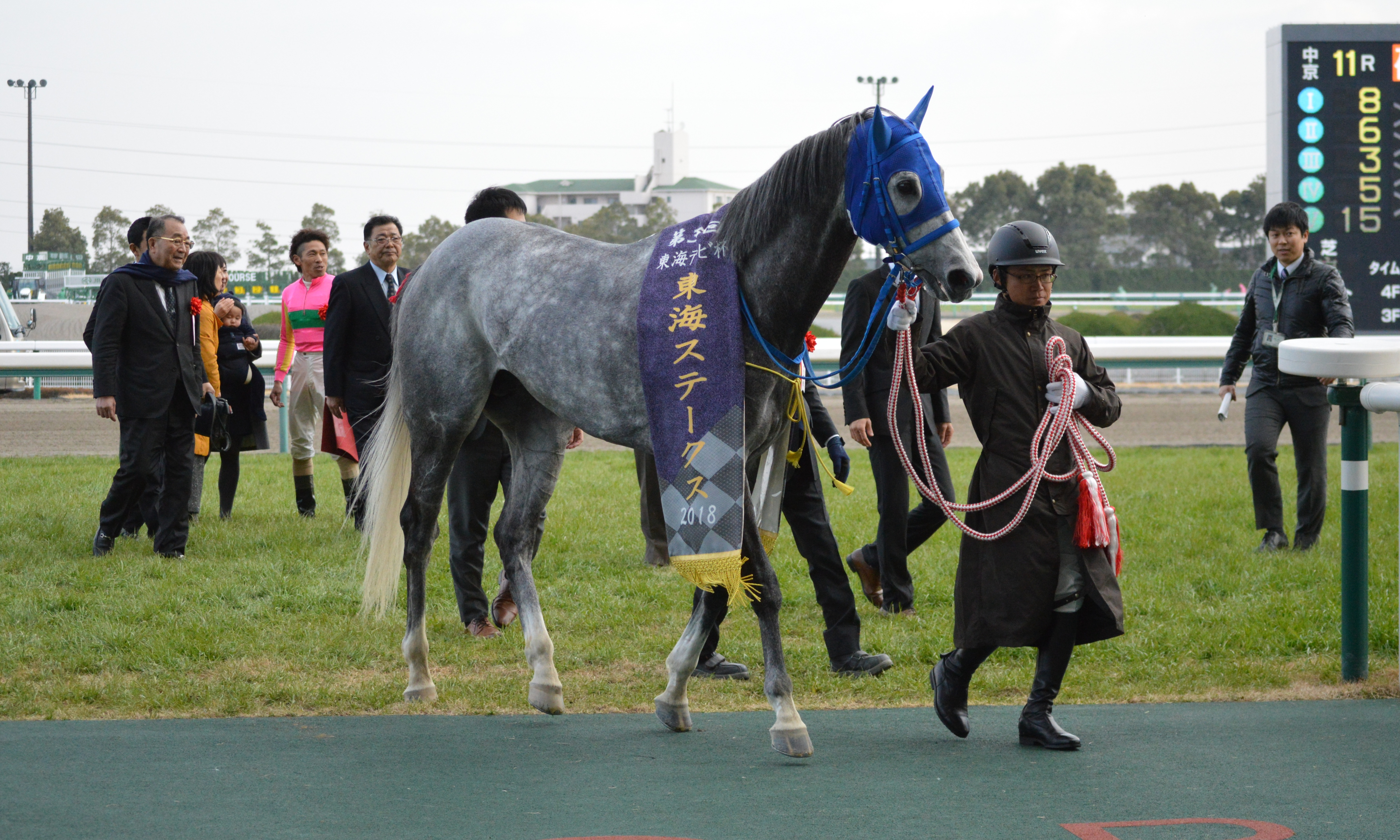
テイエムジンソク（左奥の人物が竹園）

### 地方重賞優勝馬
- テイエムヨカドー（2010年霧島賞、2011年東京シンデレラマイル）
- テイエムゲンキボ（2011年九州記念、肥後の国グランプリ）
- テイエムハエンカゼ（2011年たんぽぽ賞、2012年霧島賞）
- テイエムサツマオー（2021年飛燕賞）
- テイエムチューハイ（2021年霧島賞）
- テイエムチェロキー（2022年佐賀王冠賞）
- テイエムフェロー（2024年佐賀スプリングカップ、佐賀がばいスプリント、吉野ヶ里記念）

## 主な表彰馬
JRA賞
- 年度代表馬

テイエムオペラオー（2000年）
- 最優秀2歳牝馬

テイエムオーシャン（2000年）、テイエムプリキュア（2005年）
- 最優秀3歳牡馬

テイエムオペラオー（1999年）
- 最優秀3歳牝馬

テイエムオーシャン（2001年）
- 最優秀4歳以上牡馬

テイエムオペラオー（2000年）
- 最優秀障害馬

テイエムドラゴン（2005年）
JRA顕彰馬
テイエムオペラオー（2004年選出）

## 著書
- 『馬見の極意』（テイエム技研、2004年）